# Sir Howard Grubb, Parsons and Co.
Sir Howard Grubb, Parsons and Co. Ltd., auch bekannt unter dem Namen Grubb Parsons war ein Hersteller von Teleskopen in Newcastle upon Tyne.
Das Unternehmen wurde 1833 in Dublin von Thomas Grubb unter dem Namen Grubb Telescope Company gegründet. Sein Sohn Howard Grubb schloss sich 1864 an. Das Unternehmen geriet 1925 in Zahlungsschwierigkeiten, wurde von Sir Charles Parsons gekauft und umbenannt.

## Bedeutende Teleskope

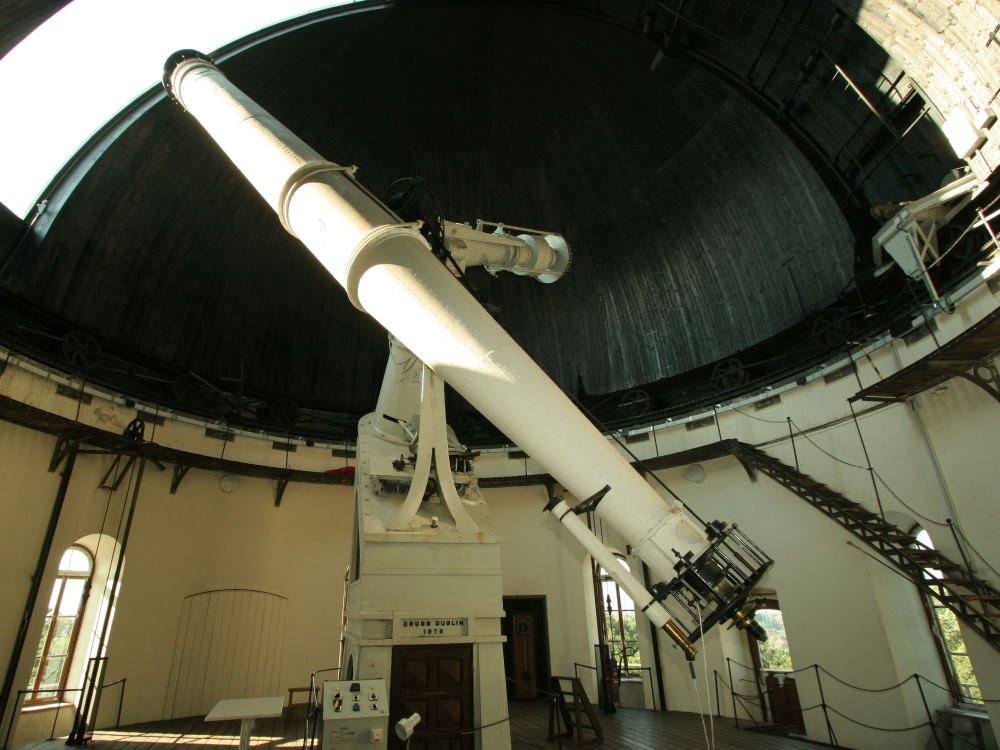
Das 27-Zoll-Refraktor-Teleskop an der Universität Wien

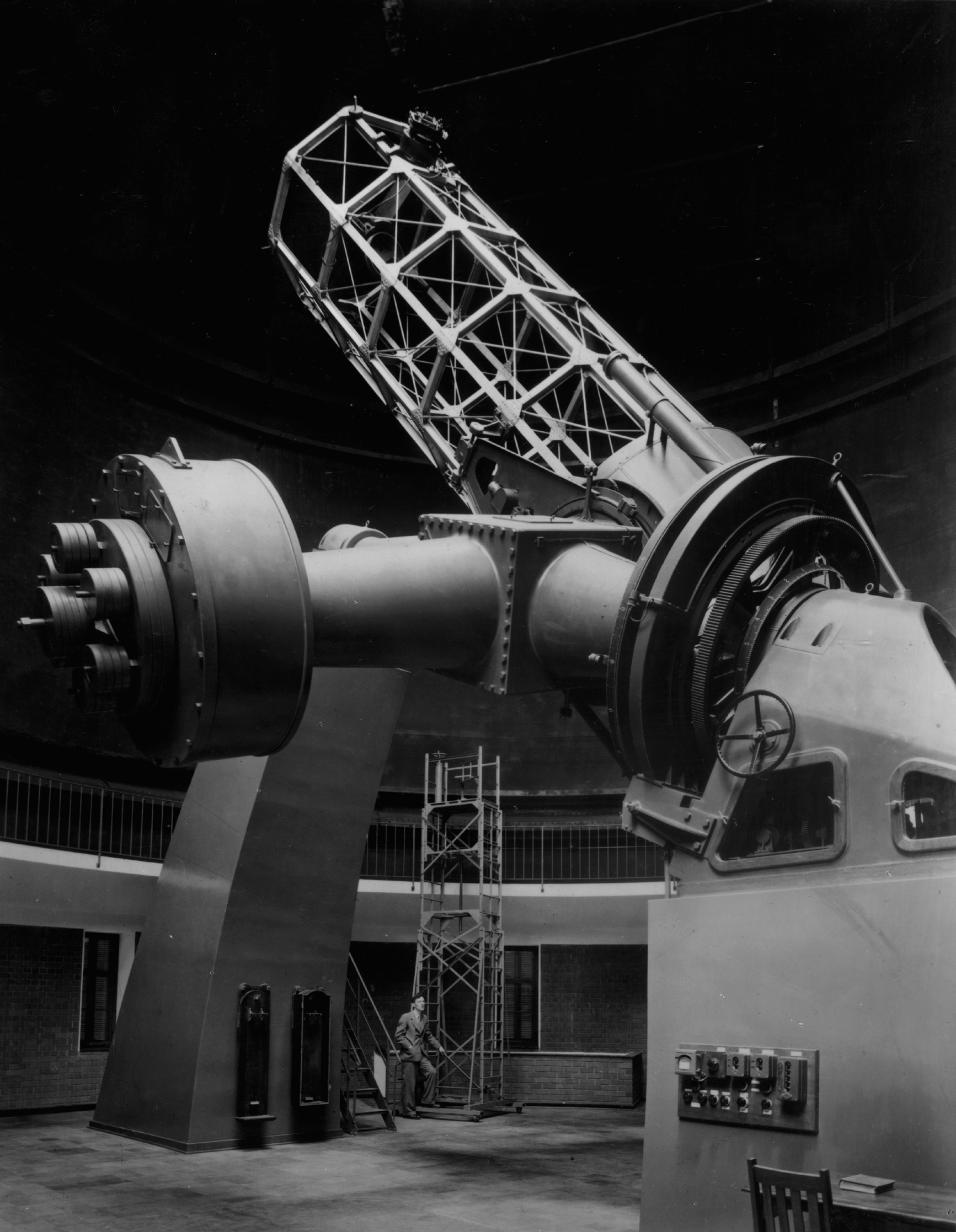
Das 74 Zoll Radcliffe Telescope

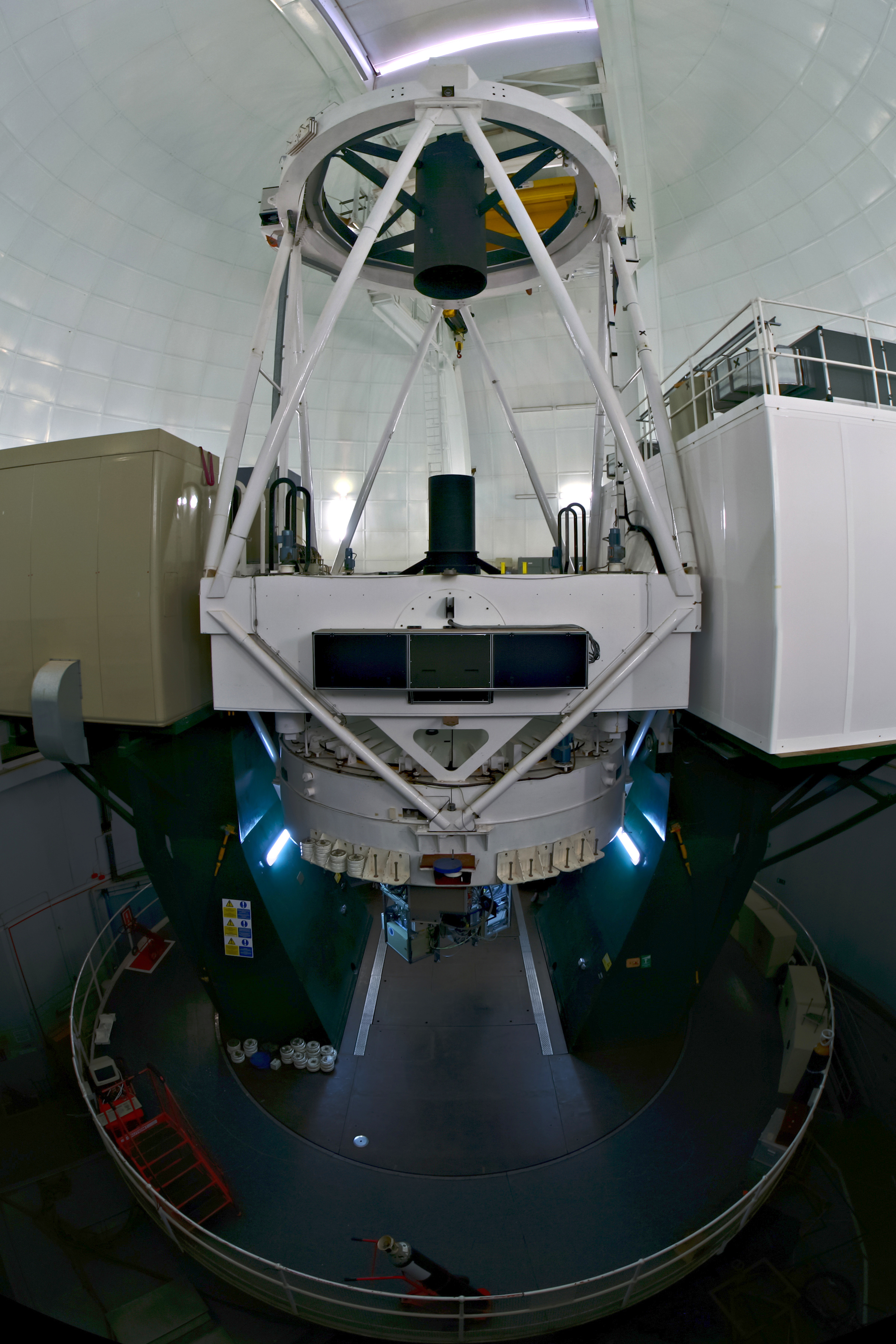
William Herschel Telescope

Das Unternehmen fertigte eine Reihe von Teleskopen an, von denen einige zu den größten ihrer Zeit gehörten. Die größten Spiegelteleskope sind:
- 170-Zoll-William Herschel-Teleskop, 1985
- 154-Zoll-Optik und Tubus des Anglo-Australian Telescope, 1974
- 150-Zoll-UKIRT, 1976
- 100-Zoll-Hauptspiegel des Isaac-Newton-Teleskops am Roque-de-los-Muchachos-Observatorium
- 98-Zoll-Hauptspiegel, Royal Greenwich Observatory, 1967
- Mechanik des Télescope de 193cm am Observatoire de Haute-Provence
- 74-Zoll-Teleskop des David Dunlap Observatory, 1935
- 74-Zoll-Radcliffe-Teleskop des Radcliffe Observatory, 1948, seit 1977 im South African Astronomical Observatory
- 74-Zoll-Teleskop des Mount-Stromlo-Observatorium, 1955
- 74-Zoll-Teleskop des Okayama Astrophysical Observatory, 1960
- 74-Zoll-Spiegelteleskop des Kottamia Astronomical Observatory, 1963
- 1,8-m-Hauptspiegel des Copernico-Teleskops, 1969
- 48-Zoll-Achromatische-Schmidtplatte des Oschin-Schmidt-Teleskops, ca. 1980
- 48/72-Zoll-Schmidtkamera, 1973

wobei es sich bei den beiden letztgenannten um Schmidtkameras handelt. Auch im 19. Jahrhundert hatte das Unternehmen bedeutende Teleskope hergestellt:
- Das 48-Zoll-Teleskop des Melbourne Observatoriums, 1869,

war das zweitgrößte Teleskop der damaligen Zeit, nach dem Leviathan, das von Charles Parsons Vater konstruiert war und ihm in Bezug auf den Metallspiegel ähnelte. Darüber hinaus wurden auch eine Reihe von Refraktoren gebaut, so war das
- 27-Zoll-Teleskop der Universitätssternwarte Wien 1878

das größte Linsenteleskop seiner Zeit, nur übertroffen von den beiden zuvor genannten Teleskopen.